# Elissa
Elissar Zakaria Khoury (en árabe: إليسار زكريا خوري‎; nacida el 27 de octubre de 1972), conocida como Elissa (en árabe: إليسا‎), es una cantante, actriz, personalidad de televisión y empresaria libanesa. Conocida por su estilo musical romántico y sus emotivas interpretaciones vocales, tanto fanáticos como periodistas la han apodado la «reina de las emociones». Su carrera musical comenzó en 1992 cuando apareció en el programa de talentos libanés Studio El Fan; siendo posteriormente premiada con la medalla de plata. En 1998, lanzó su álbum de estudio debut Baddy Doub a través de EMI Music Arabia. Si bien el álbum fue un éxito, el vídeo musical de la canción principal recibió inicialmente críticas por su contenido picante. Su segundo álbum W'akherta Ma'ak (2000) incluyó el sencillo «Betghib Betrouh», un dúo con Ragheb Alama que logró éxito comercial y ganó elogios.
El gran avance de Elissa se produjo con su sencillo de 2002 «Ayshalak», del tercer álbum de estudio del mismo nombre, que fue un éxito comercial sustancial. Después de firmar con el sello discográfico Rotana, con sede en Arabia Saudita, lanzó los álbumes Ahla Dounya (2004), Bastanak (2006), Ayami Bik (2007), Tesada'a Bemeen (2009), Asaad Wahda (2012), Halet Hob (2014), Saharna Ya Leil (2016), Ila Kol Elli Bihebbouni (2018) y Sahbit Raey (2020); convirtiéndose finalmente en la artista más vendida de Rotana.
Elissa es una de las artistas musicales más vendidas del Medio Oriente; vendiendo más de 30 millones de álbumes a lo largo de su carrera. Además, ha obtenido más de 500 millones de reproducciones en la plataforma de música Anghami y más de 4.500 millones de visitas en YouTube. En 2005, Elissa se convirtió en la primera artista árabe de ascendencia libanesa en ganar el World Music Award como «Artista más vendida de Oriente Medio» en reconocimiento a las ventas de Ahla Dounya, además de hacerlo en 2006 y 2010 por Bastanak y Tesada'a Bemeen, respectivamente. A lo largo de su carrera, también ha respaldado numerosas marcas como Corum y Pepsi y también es una abierta activista por los derechos de las mujeres; creando conciencia sobre temas específicos como los derechos de las mujeres en el Líbano y la concienciación sobre el cáncer de mama a través de su música y plataformas de redes sociales.

## Primeros años
Elissar Zakaria Khoury nació el 27 de octubre de 1972 en Deir Al-Ahmar (Líbano), de padre libanés, Zakaria Khoury, poeta y madre sirio-libanesa, Youmna Suud de Wadi al-Nasara. Tiene tres hermanos llamados Ghassan, Camil, Jihad y dos hermanas, Norma y Rita. Más tarde, Elissa y sus hermanos se criaron en el valle de la Becá. El día de su nacimiento, una partera la dio a luz debido a la falta de hospitales en su lugar de nacimiento; su abuela la había abandonado porque no era un niño. Durante toda su infancia tuvo una relación muy estrecha con su padre, así como con su hermana Norma; estaba muy desconsolada cuando se casó y se mudó cuando Elissa tenía 14 años. Elissa reveló que tuvo una infancia difícil debido a que fue testigo de frecuentes disputas entre sus padres; señalando además que si bien su padre era una persona tranquila, su madre era más estricta y dura. A petición de su padre, ella y su hermana Norma asistieron a un internado francés, donde una de las monjas conocida como «Hermana Samira» había descubierto su talento musical.
Elissa se graduó en ciencias políticas en la Universidad Libanesa. Aunque tenía una licenciatura en política, también le interesaba hacer música. Por ello, tras graduarse, decidió seguir una carrera profesional en el mundo del espectáculo y en la música.

## Carrera

### 1989-1992: inicios de carrera,Studio El FanyBaddy Doub
En 1989, Elissa comenzó su carrera cuando apareció en obras de comedia teatrales escritas por el actor libanés Wassim Tabbara (1943-2005), actuando y cantando profesionalmente bajo su nombre de nacimiento «Elissar Khoury» desde los 16 años. Más tarde se mudó a la «Théâtre de 10 Heures» en 1991.
La carrera musical de Elissa comenzó al año siguiente, cuando se alistó en el concurso de talentos libanés Studio El Fan, cantando canciones como «In Rah Mennek Ya Ain» de Shadia y posteriormente ganando la medalla de plata. Después de hacerlo, su contrato en la serie fue rescindido, ya que el showrunner Simon Asmar no estaba convencido de su talento. Después de esto, también intentó comenzar una carrera en televisión, postulando en estaciones como LBC.

### 1998-2001: álbum de estudio debutBaddy DoubyW'akherta Ma'ak
El álbum de estudio debut de Elissa, Baddy Doub, fue lanzado en el Líbano en diciembre de 1998 por Lido Musique, y posteriormente EMI Music Arabia le dio una distribución más amplia en el mundo árabe a principios de 1999. En el sencillo titular del álbum, colaboró con el cantante español Gerard Ferrer; además, apareció en varias canciones del álbum. El video musical del sencillo fue dirigido por Marc Hadifé y muestra a Elissa vestida simplemente con una sábana blanca. Esto había causado una controversia generalizada, ya que los tabloides de los medios de comunicación la ridiculizaron y la llamaron la «cantante de la sábana» en ese momento.
Su segundo álbum, W'akherta Ma'ak, fue lanzado el 8 de agosto de 2000 por Music Master. El álbum incluía el dúo «Betghib Betrouh» con Ragheb Alama. La canción fue un éxito considerable y luego ganó premios. Además, se realizó un video musical para la canción principal del álbum «W'akherta Maak», dirigido por Marc Hadifé.

### 2002-06: éxito a gran escala,AyshalakyAhla Dounya
Después de renovar su contrato con el sello Music Master, el tercer álbum de estudio de Elissa, Ayshalak, (en español: Vivo por ti) fue lanzado el 14 de junio de 2002 con un gran éxito comercial y es conocido como su primer gran éxito. El álbum encabezó las listas de música árabe durante numerosas semanas y luego vendió 2,9 millones de copias. Además, fue el álbum en casete más vendido en Oriente Medio en 2002. Fabrice Begotti dirigió un video musical de la canción principal y se filmó en París. Fue la primera artista de Oriente Medio en colaborar con Dior en el video. El 14 de septiembre, Elissa ganó el premio Murex d'Or a la Mejor Artista Femenina Libanesa. En 2002, apareció además en el libro «Pioneers from Lebanon» junto a artistas como Fairuz y Wadih Al Safi. Al año siguiente se lanzó un video musical de «Ajmal Ihssas», dirigido por Salim el Turk. El video generó controversia por lo que se consideraron escenas sexualizadas. Sin embargo, ganó el premio «Mejor Videoclip» en los Arab Music Awards, celebrados en Dubái en 2002. La canción apareció en una encuesta de Rolling Stone titulada «Las 50 mejores canciones pop árabes del siglo XXI», ubicándose en el puesto 14.
En enero de 2002, Elissa actuó en el evento benéfico STARS (Science, Technology and Arts Royal Summit) en Dubái; siendo la única artista en asistir y actuar en el evento. Asistieron la reina Rania de Jordania, Mohammed bin Rashid Al Maktoum y el expresidente de los Estados Unidos, Bill Clinton. Más tarde, en 2002, colaboró con el cantante irlandés Chris de Burgh en un dúo titulado «Lebanese Nights», incluido en su álbum Timing is Everything. Un video musical, dirigido por Salim el Turk, se rodó en Beirut (Líbano) y Zúrich (Suiza), y se estrenó exclusivamente en las estaciones de televisión LBC. La canción había recibido una acogida positiva tanto por parte del público occidental como de Oriente Medio. En enero de 2003, Elissa asistió a la gran inauguración de Virgin Megastore de Kuwait con Sir Richard Branson y la banda kuwaití Guitara.
En 2003, Elissa firmó con el grupo de entretenimiento de Arabia Saudita Rotana, bajo el cual lanzó su cuarto álbum de estudio, Ahla Dounya, el año siguiente, el 6 de mayo. El álbum fue un gran éxito, vendiendo alrededor de 3,4 millones de copias a finales de 2004. El álbum generó los sencillos «Koul Youm Fee Oumri», «Irjaa Lilshowk» y «Hobak Wajaa (Inta Lameen)». Las canciones «Koul Youm Fee Oumri», «Karibli» y «Law Nirjaa Sawa» aparecieron en anuncios de Pepsi. En 2005, Elissa se convirtió en la primera artista libanesa en recibir un World Music Award como Artista de Oriente Medio más vendido. La ceremonia tuvo lugar en el Kodak Theatre (actualmente conocido como Dolby Theatre) el 31 de agosto y posteriormente se transmitió el 13 de septiembre. Posteriormente recibió los premios Murex d'Or al Mejor Artista Libanés y al Mejor Videoclip por «Hobak Wajaa».
El 16 de febrero de 2006, lanzó su quinto álbum de estudio, Bastanak, con un éxito comercial igualmente sustancial. El álbum incluía el sencillo del mismo nombre y «Law Taarafou», los cuales recibieron videos musicales. El 15 de noviembre, Elissa recibió su segundo World Music Award consecutivo por las ventas de este álbum. En 2006, Bastanak había vendido 3,7 millones de copias.

### 2007-2011: mayor éxito,Ayami BikyTesada'a Bemeen
El sexto álbum de estudio de Elissa, Ayami Bik, fue lanzado el 18 de diciembre de 2007. Incluye uno de los mayores éxitos de Elissa, «Betmoun», así como «Awakher Al Shita», «Ayami Bik» y «Khod Balak Alaya». Tesada'a Bemeen, su séptimo álbum de estudio, fue lanzado el 26 de diciembre de 2009 con un éxito comercial masivo e incluyó una de sus canciones emblemáticas «Aa Bali Habibi» y la canción principal del mismo nombre, las cuales recibieron videos musicales. Elissa obtuvo su tercer World Music Award por el álbum. En noviembre de 2010, recibió el premio a la «Mejor Artista Femenina Árabe» en los Jordan Music Awards y el Big Apple Music Award a la «Mejor Artista Femenina» en Medio Oriente unos días después. Tesada'a Bemeen recibió elogios de la crítica por sus temas diferentes y más oscuros y su entrega vocal más fuerte a lo largo del álbum.

### 2012-15:Asaad Wahda,Halet HobyThe X Factor
Su octavo álbum de estudio, Asaad Wahda, fue lanzado el 19 de junio de 2012. El álbum generó videos musicales para la canción principal y «Teebt Mennak». El video de este último fue lanzado al año siguiente. Durante el verano de 2012, Elissa lanzó la canción principal de la serie Maa Sabk Al Esrar. En diciembre de 2012, Elissa fue elegida como una de las jueces de The X Factor Arabia; estuvo al aire los primeros cuatro meses de 2013. El 23 de junio de 2013, Elissa recibió dos premios Murex D'or, a la Mejor Cantante Libanesa y a la Mejor Canción Árabe por «Asaad Wahda». Durante el verano de 2014, Elissa lanzó una canción titulada «Law» (What If), compuesta por Marwan Khoury.
Elissa lanzó su noveno álbum de estudio, Halet Hob, en julio de 2014. El álbum incluía versiones de las canciones «Awel Mara» y «Helwa Ya Baladi». Lanzó el primer video musical de «Hob Kol Hayaty» el 12 de diciembre de 2014. Elissa regresó como juez en The X Factor para su segunda temporada el 14 de marzo de 2015. Elissa lanzó su versión de «Mawtini» el 29 de abril de 2015, junto con su video musical. El segundo video de su noveno álbum de estudio fue lanzado el 14 de mayo de 2015, para «Ya Merayti». La canción principal se lanzó como último sencillo a principios de 2016. El video con la letra de «Halet Hob» ha acumulado más de 100 millones de visitas en YouTube.

### 2016-17:Saharna Ya Leil
Elissa lanzó su décimo álbum de estudio Saharna Ya Leil el 9 de septiembre de 2016, que incluía el sencillo titular del mismo nombre, «Maliket El Ehsas» y «Aaks Elli Shayfenha». A pesar de no haber sido lanzado como sencillo, el vídeo con la letra de «Maktooba Leek» acumuló más de 270 millones de visitas (a marzo de 2024) en la página oficial de YouTube de Rotana, convirtiéndose en el video más visto de su canal. Al año siguiente, Elissa lanzó un video musical de «Aaks Elli Shayfenha». Dirigido por Angy Jammal, el video alcanzó 3 millones de visitas durante su primera semana de lanzamiento y, hasta agosto de 2019, ha obtenido más de 60 millones de visitas en YouTube. En mayo de 2017, Elissa anunció que es la nueva cara de Freshlook Air Optix Colors.
En agosto de 2017, Elissa apareció en la portada de agosto de la edición en inglés de Forbes Middle East y dio un concierto como parte del Beirut Holidays Festival 2017. El 14 de agosto, Elissa lanzó una remezcla de la canción «Ana Majnouni» que se lanzó anteriormente hace tres años. «Ana Majnouni» marcó la tercera colaboración con su hermano Camil Khoury y acumuló más de medio millón de reproducciones durante sus primeros dos días de lanzamiento. A principios de septiembre, se anunció que Elissa será una de las nuevas entrenadoras de la cuarta temporada de The Voice: Ahla Sawt junto con la cantante emiratí Ahlam, la cantante libanesa Assi El Helani y el cantante egipcio Mohamed Hamaki.

### 2018-2020:Ila Kol Elli BihebbouniySahbit Raey
El 11 de julio de 2018, Elissa lanzó su primer sencillo principal, «Ila Kol Elli Bihebbouni», de su undécimo álbum de estudio del mismo nombre. Cinco días después, el 16 de julio de 2018, lanzó un sencillo promocional titulado «Krahni», producido por su hermano Camil Khoury, quien también produjo las canciones «Maridit Ehtimam» y «Enta W Maii» del álbum. El álbum «Ila Kol Elli Bihebbouni» se estrenó el 25 de julio de 2018 y cuenta con una versión de la canción «Wahashtouni» de Warda.
El 7 de agosto de 2018, Elissa lanzó el video musical de «Ila Kol Elli Bihebbouni», en el que reveló que a fines de diciembre de 2017 le habían diagnosticado cáncer de mama, y compartió su tratamiento y recuperación. El video se volvió viral y alcanzó más de 9 millones de vistas en su primera semana.

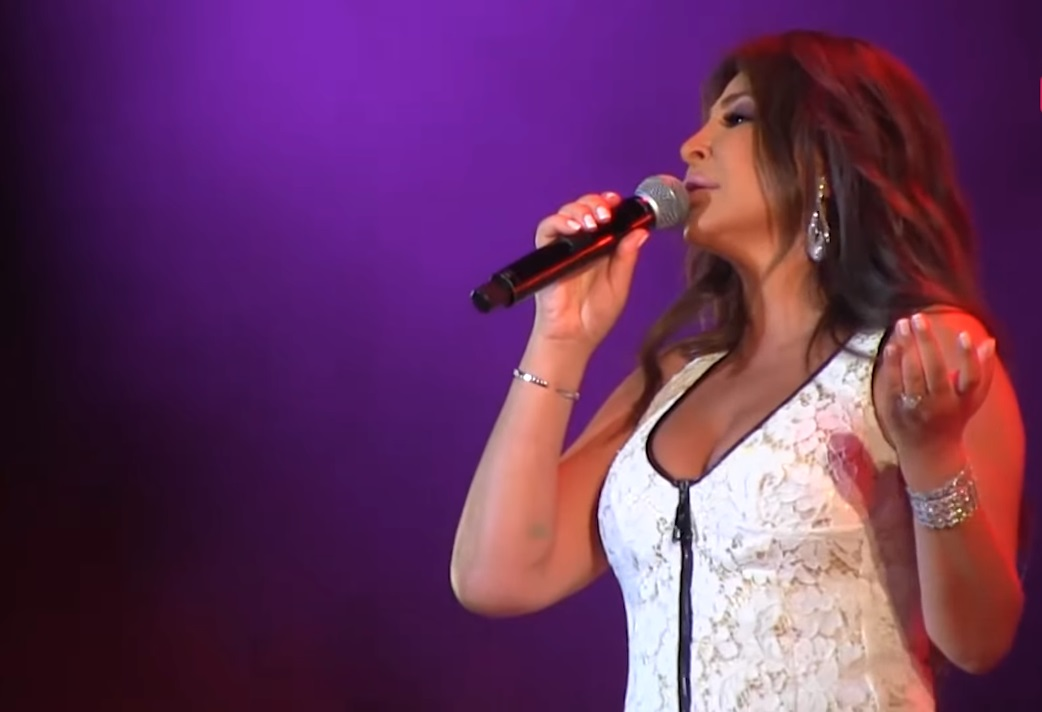
Elissa actuando en el Festival Mawazine, junio de 2019

El 10 de agosto de 2018, Elissa ofreció un concierto en el marco del Festival de Vacaciones de Beirut 2018. También se presentó en un concierto en Túnez. En septiembre de ese año, Melhem Antoun Riachy, el ministro de Información libanés, la honró por su trayectoria. En octubre, Elissa insinuó posibles problemas con su discográfica, Rotana, debido a un acuerdo exclusivo con el servicio de streaming Deezer, con sede en París, lo que llevó a la eliminación inmediata de toda su discografía de plataformas digitales como Anghami, Spotify y iTunes, afectando también a otros artistas vinculados a Rotana. El 22 de abril de 2019, lanzó el video musical de su canción «Krahni».
En noviembre de 2018, Elissa anunció en Twitter que había comenzado a trabajar en su duodécimo álbum de estudio. El 18 de enero de 2019, ofreció un concierto benéfico en Egipto. En julio, anunció una colaboración con el maquillador Bassam Fattouh, lanzando una paleta de sombras de ojos titulada «The Star» (en español: 'la estrella'). El 22 de julio, se estrenó la canción promocional «Abl Ay Had» para el servicio móvil «WE» de Telecom Egypt, que en agosto de 2019 había superado los 15 millones de vistas en YouTube.
El 18 de agosto de 2019, Elissa anunció su retiro de la industria musical en Twitter, afirmando que su duodécimo álbum de estudio, próximo a lanzarse, sería el último, y describiendo la industria musical como «similar a las mafias». La noticia sorprendió a fans y artistas, y el hashtag #كلنااليسا (que se traduce como «Todos somos Elissa») se convirtió en tendencia en Twitter, con fans y artistas que le expresaron su apoyo a la cantante. Sin embargo, más tarde se reveló que había retractado su decisión y estaba considerando retomar las negociaciones con Rotana.
El 18 de julio de 2020, Elissa anunció su duodécimo álbum de estudio, Sahbit Raey, y lanzó el sencillo principal del mismo nombre el 23 de julio. El álbum estuvo precedido por dos sencillos titulados «Hanghani Kaman Wi Kaman» y «Ahwet El Madi», lanzados el 11 de abril y el 25 de mayo, respectivamente, que luego se incluyeron en la lista de canciones. Una portada inicial del álbum con temas sugerentes generó controversia y llevó a la gerencia de Elissa a reemplazarla con una diferente. El álbum se estrenó exclusivamente en Deezer y en el canal oficial de YouTube de Rotana el 1 de agosto, durante la temporada de Aíd al-Adha. La última canción del álbum es una versión en francés de «Mourir sur scène» de Dalida. El álbum fue el último lanzado por Rotana; después de 16 años, Elissa dejó la discográfica.

### 2022-presente: E-Records yAna Sekketen
En 2022, el catálogo de Elissa propiedad de Rotana se restableció en plataformas de streaming digital como Anghami, después de una ausencia de cuatro años. El 4 de mayo de ese año, lanzó un dueto con Saad Lamjarred titulado «Min Awel Dekika». La canción se convirtió en un éxito significativo y, hasta enero de 2025, su video musical acumuló más de 500 millones de vistas en YouTube, convirtiéndose en el video más visto de Elissa en la plataforma. Luego lanzó el sencillo «Zahra Men El Yasmin» el 12 de julio. Más tarde ese año, Elissa estableció su propio sello discográfico titulado «E-Records» y comenzó a trabajar en su decimotercer álbum de estudio. El primer lanzamiento bajo el sello fue la canción «Ana W Bass», el 16 de agosto de 2022.
El 7 de mayo de 2024, Elissa anunció y lanzó sorpresivamente su decimotercer álbum de estudio, Ana Sekketen.

## Galardones más importantes
- Medalla de Plata en el Show 'Studio Al Fan'. 1992
- El Murex D'Or - Artista femenina del año. 2002
- Mejor cantante árabe - Revista Zahret El Khaleej. 2003
- Álbum más vendido por una cantante femenina en Egipto - Periódico Al Ahram. 2004
- Premio del festival musical de LG. 2004
- Honor de la Universidad AUST - Líbano. 2005
- World Music Award - Álbum más vendido del medio oriente - Album 'Ahla Donya' 2005
- El Murex D'Or - Artista femenina del año. 2005
- Mejor cantante femenina en Radio Al Aghani - Egipto. 2005
- Personaje del año - Zahret El Khaleej Magazine. 2005
- Mejor videoclip, por la canción 'Hobbak Waja'. 2005
- Cantante del año. 2005
- World Music Award -Álbum más vendido del medio oriente - 'Bastanak' 2005
- Premio de honor por la Unión de Artistas Profesionales del Líbano. 2007
- Medio oriente Music Award - Artista femenina. 2008
- World Music Award - Superventas - artista Oriente Medio - Tesadda' Bi Meen album.' 2010
- Murex D'Or award - Mejor artista femenina del año 2012 y la mejor canción árabe "As'ad Wahda"

## Discografía
- 1998: Baddi Doub
- 2000: W'akherta Ma'ak
- 2002: Ayshalak
- 2004: Ahla Donya
- 2006: Bastanak
- 2007: Ayami Beek
- 2009: Tsadaq Bmein
- 2012: As'ad Wahda
- 2014: Halet Hob
- 2016:  Saharna Ya Lail
- 2018:  Ila Kol Elli Bihebbouni

## Álbumes recopilatorios
- 2011: Best of Elissa

## Vídeos
- Baddi Doub (1998)
- W'akherta Ma'ak (2000
- Betghib Betrouh (2001)
- Ayshalak (2002)
- Ajmal Ehssas (2003)
- Lebanese Night (2003): a dúo con el cantante irlandés Chris De Burgh.
- Koli youm fi omry (2004)
- Erga3 Lel Sho2 (2005)
- Hobak wajaa (2005)
- Bastanak (2006)
- Law Ta3rafoh (2007)
- Betmoon (2008)
- Awakher El Sheta (2009)
- Tsadaq Bmein (2009)
- A' Bali Habibi (2010)
- As'ad Wahda (2012)
- Te'ebt Mennak (2013)
- Hob Kol Hayati (2014)
- Ya Merayti (2015)